# تاریک‌ترین ساعت (فیلم)
تاریک‌ترین ساعت محصول سال ۲۰۱۱ فیلمی است مهیج و علمی-تخیلی، روسی-آمریکایی که با کارگردانی کریس گوراک (آمریکایی) تولید شده‌است. این فیلم در تاریخ ۲۵ دسامبر ۲۰۱۱ در ایالات متحده منتشر شد.

## بازیگران
- امیل هرش
- اولیویا ترلبی